# Leptopelis
Leptopelis es un género de anfibios de la familia Arthroleptidae extendido por el África subsahariana. Son generalmente ranas semiarbóreas de tamaño medio, con característicos ojos grandes. Muestran una amplia variedad en color y patrones de la piel, pero las más jóvenes tienden a ser de color verde brillante, para después ir tornando hacia el pardo. Hay 53 especies reconocidas actualmente, pero muchas no están estudiadas en profundidad y su taxonomía puede variar dependiendo de las fuentes. Actualmente, se clasifican dentro de la familia Arthroleptidae, pero previamente eran colocadas dentro de las Hyperoliidae. 

## Especies
Se reconocen las siguientes 53 según ASW:
- Leptopelis anchietae (Bocage, 1873)
- Leptopelis anebos[2] Portillo & Greenbaum, 2014
- Leptopelis argenteus (Pfeffer, 1893)
- Leptopelis aubryi (Duméril, 1856)
- Leptopelis barbouri Ahl, 1929
- Leptopelis bequaerti Loveridge, 1941
- Leptopelis bocagii (Günther, 1865)
- Leptopelis boulengeri (Werner, 1898)
- Leptopelis brevipes (Boulenger, 1906)
- Leptopelis brevirostris (Werner, 1898)
- Leptopelis broadleyi Poynton, 1985
- Leptopelis bufonides Schiøtz, 1967
- Leptopelis calcaratus (Boulenger, 1906)
- Leptopelis christyi (Boulenger, 1912)
- Leptopelis concolor Ahl, 1929
- Leptopelis crystallinoron Lötters, Rödel & Burger, 2005
- Leptopelis cynnamomeus (Bocage, 1893)
- Leptopelis fenestratus Laurent, 1972
- Leptopelis fiziensis Laurent, 1973
- Leptopelis flavomaculatus (Günther, 1864)
- Leptopelis gramineus (Boulenger, 1898)
- Leptopelis hyloides (Boulenger, 1906)
- Leptopelis jordani Parker, 1936
- Leptopelis karissimbensis Ahl, 1929
- Leptopelis kivuensis Ahl, 1929
- Leptopelis lebeaui (Witte, 1933)
- Leptopelis macrotis Schiøtz, 1967
- Leptopelis marginatus (Bocage, 1895)
- Leptopelis millsoni (Boulenger, 1895)

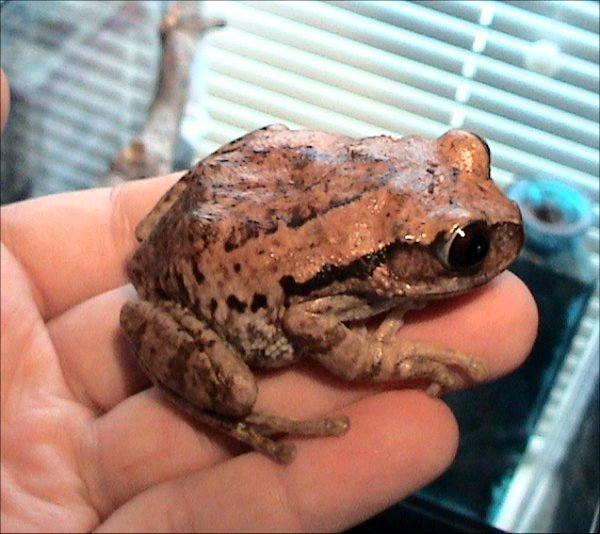
Leptopelis vermiculatus.

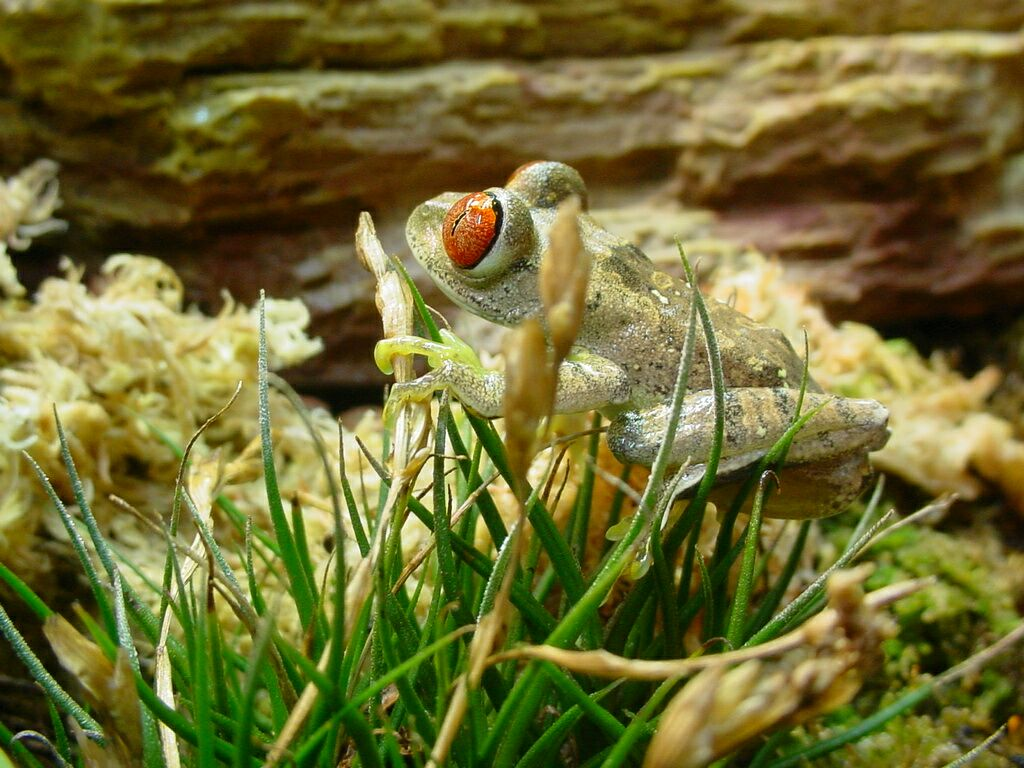
Leptopelis parkeri.

- Leptopelis modestus (Werner, 1898)
- Leptopelis mossambicus Poynton, 1985
- Leptopelis mtoewaate[3] Portillo & Greenbaum, 2014
- Leptopelis natalensis (Smith, 1849)
- Leptopelis nordequatorialis Perret, 1966
- Leptopelis notatus (Peters, 1875)
- Leptopelis occidentalis Schiøtz, 1967
- Leptopelis ocellatus (Mocquard, 1902)
- Leptopelis omissus Amiet, 1992
- Leptopelis oryi Inger, 1968
- Leptopelis palmatus (Peters, 1868)
- Leptopelis parbocagii Poynton & Broadley, 1987
- Leptopelis parkeri Barbour & Loveridge, 1928
- Leptopelis parvus Schmidt & Inger, 1959
- Leptopelis ragazzii (Boulenger, 1896)
- Leptopelis rufus Reichenow, 1874
- Leptopelis susanae Largen, 1977
- Leptopelis uluguruensis Barbour & Loveridge, 1928
- Leptopelis vannutellii (Boulenger, 1898)
- Leptopelis vermiculatus (Boulenger, 1909)
- Leptopelis viridis (Günther, 1869)
- Leptopelis xenodactylus Poynton, 1963
- Leptopelis yaldeni Largen, 1977
- Leptopelis zebra Amiet, 2001.